# Haspin
Haspin ou Hispin (en hébreu : חַסְפִּין) est une colonie israélienne illégale dans le Golan, territoire syrien selon le droit international, occupé militairement par Israël depuis 1967. Haspin est fondé sur le site du village syrien Khisfin (arabe : خسفين), dans le Sud du Golan en 1978. Haspin est rattaché au conseil régional du Golan. Il compte 1 904 habitants en 2017.

## Histoire
Haspin est construit sur le site du village de Khisfin, situé dans le gouvernorat de Qouneitra, dépeuplé de ses habitants syriens au moment de la guerre de 1967.
La colonie israélienne s'appelle d'abord Merkaz Hisfin,.
Khisfin figure dans des écrits rabbiniques du IIIe siècle sous le nom Hisfiyya. Hisfiyya est aussi mentionné dans la mosaïque de Rehob (en), qui date du IIIe siècle.
Le lieu est connu comme le lieu de naissance de Maxime le Confesseur, également appelé saint Maxime (vers 580-662). Selon une biographie de ce théologien byzantin, il serait issu d'un coupe mixte, son père étant un producteur samaritain de textiles de la région de Sichem (Néapolis) et sa mère une Persane, esclave dans une famille juive de la ville de Tibériade. Le couple a trouvé refuge à Khisfin, après avoir fui les parents du père opposés à leur union. Un prêtre de Khifsin, appelé Martyrius, les baptise clandestinement et leur offre l'hospitalité. Maxime le Confesseur naît dans le village.
Laurence Oliphant, qui visita la région le 15 mars 1885, décrit les vestiges d’un grand fort, mesurant 68 yards (62 m) x 54 yards (49 m) (le mur extérieur) et l’épaisseur du mur qui l’entourait mesurant 9 pieds (2,7 m) de diamètre, niché entre Khisfin-Haspin et Nâb. Selon L. Oliphant, la forteresse date du début de la période arabe et a été utilisée par les croisés à une période ultérieure . Son emplacement est actuellement inconnu.
En 1972, une basilique large de 11 m est mise au jour dans des fouilles archéologiques, menées par des archéologues israéliens. «L’édifice était pavé de mosaïque et flanqué au sud de salles annexes. Une inscription sur la mosaïque faisait mention d’un homme du nom de Georgios».

## Situation juridique
La communauté internationale dans son ensemble considère les colonies israéliennes du plateau du Golan comme illégales au regard du droit international mais le gouvernement israélien conteste ce point de vue.